# Latvijas Tautas fronte
Het Latvijas Tautas fronte (Lets Volksfront of Volksfront van Letland) was een beweging binnen Letland die in 1988 begon als een organisatie die meer autonomie wilde voor Letland binnen de Sovjet-Unie, maar zich later ontwikkelde tot onafhankelijkheidsbeweging. Toen in 1991 het doel was bereikt, brokkelde de steun voor het Volksfront snel af. In 1993 ging het restant op in een christendemocratische partij.

## Historische achtergrond

Het wapen van Letland

De Letten hebben zich tussen 2500 en 1500 voor Christus in het huidige Letland gevestigd. Hun taal, het Lets, behoort tot de Baltische talen. Van die taalgroep zijn alleen het Lets, het Litouws en het Letgaals (dat trouwens ook wel beschouwd wordt als een Lets dialect) nog over.
In de dertiende eeuw werd Letland veroverd door Duitsers. Tussen ca. 1200 en 1560 was Letland eerst in het bezit van de Orde van de Zwaardbroeders en daarna van de Duitse Orde. Na 1560 werd het gebied een twistappel tussen Zweden, Polen en het Keizerrijk Rusland. Het gebied bestond uit drie delen, die in deze tijd hun eigen weg gingen. Koerland werd een hertogdom onder Pools leenheerschap. Lijfland werd eerst Pools en in 1629 Zweeds. Letgallen werd Pools. In 1710 veroverde Rusland Lijfland. Letgallen kwam in 1772 bij de Eerste Poolse Deling bij Rusland, en Koerland in 1795.
Onder het Keizerrijk Rusland was Letland verdeeld over drie goebernija’s. Koerland was geheel Lets; Lijfland omvatte ook Zuid-Estland. Letgallen was eerst ingedeeld bij Smolensk en later bij Vitebsk.
Na de Eerste Wereldoorlog, in de jaren 1918-1920, vochten de Letten zich vrij. Tussen de twee wereldoorlogen was Letland een onafhankelijke republiek. De drie sterren boven het wapen van Letland symboliseren de drie landsdelen: Koerland, Lijfland en Letgallen.
Op 23 augustus 1939 sloten nazi-Duitsland en de Sovjet-Unie het Molotov-Ribbentroppact, dat ook wel het Hitler-Stalinpact wordt genoemd. Het gepubliceerde deel leek alleen een niet-aanvalsverdrag, maar in een reeks geheime protocollen verdeelden zij Polen onder elkaar. Ook werd vastgelegd dat de Sovjet-Unie de vrije hand kreeg in Estland, Letland en Litouwen. In juni 1940 werd Letland door Sovjettroepen bezet. Na schijnverkiezingen riep het ‘parlement’ dat daaruit voortkwam de Letse Socialistische Sovjetrepubliek uit en vroeg het lidmaatschap van de Sovjet-Unie aan. Op 5 augustus 1940 werd dat ‘verzoek’ ingewilligd. Deze procedure was in strijd met de Letse grondwet, die bepaalde dat voor een inperking van de soevereiniteit van het land een referendum nodig was.
Met Estland en Litouwen gebeurde hetzelfde.
Afgezien van een kortstondige Duitse bezetting (1941-1945) bleef Letland tot 1991 door de Sovjet-Unie bezet. Een van de gevolgen van de bezetting was de emigratie van grote aantallen burgers uit andere delen van de Sovjet-Unie naar Letland. De meesten van hen waren Russen. In 1935 waren er van de 1.950.502 inwoners van Letland 206.499 Russischtalig. In 1989 waren er van de 2.666.567 inwoners 905.515 Russischtalig. Dat is een stijging van 10,6 naar 34,0 procent. Deze massa-immigratie was overigens in strijd met artikel 49 van de Vierde Geneefse Conventie, dat het overbrengen van de eigen bevolking naar een bezet gebied verbiedt.

## Opkomst van dissidenten

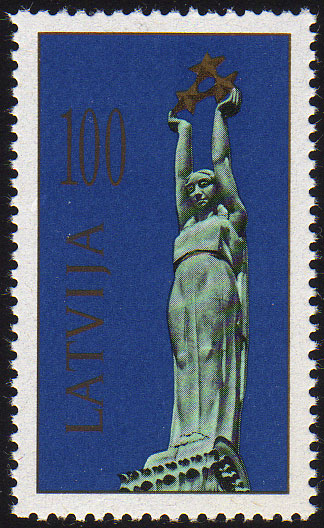
Het Vrijheidsmonument op een Letse postzegel uit 1991

De vlag van Letland

Michail Gorbatsjov, die in 1985 werd benoemd tot secretaris-generaal van de Communistische Partij van de Sovjet-Unie, probeerde de Sovjet-Unie te hervormen. Hij lanceerde daarom een campagne voor ‘glasnost’ (openheid) en ‘perestrojka’ (hervorming). Vooral het idee van glasnost, eindelijk kunnen uiten wat je dwarszit, sprak de Letten aan. Wat hun dwarszat, was vooral het gebrek aan autonomie (Letland werd te veel vanuit Moskou geregeerd), de achterstelling van het Lets bij het Russisch en de massa-immigratie van etnische Russen naar Letland.
Al vanaf 1986 organiseerde de Groep Helsinki-86 (vernoemd naar de Helsinki-akkoorden van 1975) kleinschalige demonstraties tegen het Molotov-Ribbentroppact bij het Vrijheidsmonument in Riga. De groep werd tegengewerkt door de toenmalige regering van de Letse Socialistische Sovjetrepubliek, maar kreeg toch steeds meer steun. Het omslagpunt kwam in de zomer van 1988, toen steeds meer prominente Letten zich uitspraken voor meer autonomie. De Letse kranten begonnen te schrijven over zaken die tot dusver taboe waren, zoals de Sovjetbezetting van 1940. In augustus 1988 publiceerde de Estische krant Rahva Hääl voor de eerste maal in de Sovjet-Unie de tekst van de geheime protocollen bij het Molotov-Ribbentroppact. Vanaf dat moment kon die tekst vrijelijk bediscussieerd worden. In die zomer werd ook de Letse vlag uit de tijd van de onafhankelijkheid (donkerrood-wit-donkerrood) weer door de straten van Riga gedragen. Omdat tijdens de manifestaties van de onafhankelijkheidsbewegingen in de Baltische landen veel gezongen werd (vaak liederen die tijdens de Sovjetbezetting verboden waren geweest), heet de periode van herstel van de onafhankelijkheid wel de Zingende revolutie.

## Oprichting van het Volksfront
Het Latvijas Tautas fronte was maar een van de organisaties die meer autonomie of zelfs onafhankelijkheid eisten, die in 1988 werden opgericht. Het was echter van het begin af aan de grootste. Het Front werd op 9 oktober 1988 opgericht. Het stelde zich gematigd op en sprak zich uit voor vergaande autonomie voor Letland, maar nog niet voor onafhankelijkheid. Het Volksfront kreeg ook de steun van een groot aantal leden van de Letse Communistische Partij, onder wie de voorzitter van het presidium, Anatolijs Gorbunovs. Er was echter ook een oude garde, die zich met hand en tand tegen een autonoom Letland verzette.
Het Volksfront groeide al spoedig uit tot ca. 250.000 leden, tien procent van de bevolking. Het stelde zich ten doel een brede coalitie te vormen uit alle lagen van de maatschappij, die zich zou inzetten voor autonomie. Het Volksfront zocht ook contact met niet-Letstaligen; dat was in die tijd 48% van de bevolking. Zijn krant Atmoda (‘Ontwaken’, 1989-1992), verscheen in het Lets én Russisch. Het Volksfront sprak zich uit voor het recht van minderheden op eigen scholen, dus niet alleen Letse en Russische, maar ook bijvoorbeeld Wit-Russische, Oekraïense en Poolse scholen, want ook die talen worden in Letland veel gesproken. Het vooroorlogse Letland had overigens ook scholen voor de minderheidstalen die er toen werden gesproken (de belangrijkste waren Russisch, Pools, Duits en Jiddisch).

## Activiteiten van het Volksfront
Geleidelijk verschoof het doel van het Letse Volksfront van meer autonomie naar herstel van de onafhankelijkheid. Dat kwam niet in de laatste plaats doordat zijn wensen in Moskou weinig gehoor vonden. Op 31 mei 1989 gaf het Volksfront een verklaring uit waarin stond dat het Letse streven naar autonomie binnen de regering van de Sovjet-Unie zo weinig weerklank had gevonden dat er nog maar één mogelijkheid overbleef: herstel van een onafhankelijk Letland.
Op 23 augustus 1989, de vijftigste verjaardag van het Hitler-Stalinpact, vormden ongeveer twee miljoen mensen (een kwart van de bevolking van de Baltische landen) een menselijke keten van Tallinn via Riga naar Vilnius, een afstand van ca. 600 kilometer. Op deze manier vroegen ze aandacht voor het lot van de Baltische volkeren sinds de annexatie door de Sovjet-Unie en betoogden ze vreedzaam voor herstel van de onafhankelijkheid. De organisatie van deze Baltische Weg (ook wel Baltische Keten, in het Lets Baltijas ceļš, genoemd), was in handen van Latvijas Tautas fronte, samen met de zusterorganisaties Rahvarinne in Estland en Sąjūdis in Litouwen. De Baltische Weg was de grootste menselijke keten uit de geschiedenis, zowel wat lengte als wat aantal deelnemers betreft.
In hetzelfde jaar ging de regering van de Sovjetrepubliek Letland om en verklaarde de Opperste Sovjet dat de inlijving door de Sovjet-Unie in 1940 onwettig was geweest. Ze schafte ook het verbod op andere partijen af en voerde de vlag, het wapenschild en het volkslied van vóór de Tweede Wereldoorlog weer in.

## Een communistische tegenbeweging: Interfront
In januari 1989 richtten Moskougetrouwe communisten het Internationale Front van de Werkers van de Letse SSR of kortweg Interfront op (in het Lets: Latvijas PSR Internacionālā Darbaļaužu fronte of Interfronte, in het Russisch: Интернациональный фронт трудящихся Латвийской ССР of Интерфронт). De meeste aanhangers waren Russen die zich na 1940 In Letland hadden gevestigd of nakomelingen daarvan. Het doel was Letland in de Sovjet-Unie te houden.
Interfront publiceerde een krant Edinstvo (Единство, ‘Eenheid’) en verzorgde ook radioprogramma’s. Interfront steunde de aanval van Sovjetgezinde paramilitairen op het Letse ministerie van Binnenlandse Zaken op 20 januari 1991 en stond achter de mislukte coup tegen Gorbatsjov in augustus 1991.
De Letse Communistische Partij was in de jaren 1988-1991 hopeloos verdeeld en besluiteloos. Een deel wilde handhaving van de Letse SSR, een ander deel streefde naar herstel van een onafhankelijk Letland. Vooral Russen van na 1945 hoorden tot de eerste groep; Letten waren meestal voor onafhankelijkheid. Op 14 april 1990 scheidden de hervormers zich af en stichtten de Onafhankelijke Letse Communistische Partij, die samen ging werken met het Volksfront.

## Verkiezingen
Op 26 maart 1989 werden in Letland verkiezingen gehouden voor het Congres van Volksafgevaardigden, het kort tevoren opgerichte parlement van de Sovjet-Unie. Het Volksfront won 33 van de 52 Letse zetels.
Het jaar daarop, op 18 maart 1990, volgden verkiezingen voor de Opperste Sovjet van de Sovjetrepubliek Letland. Het waren de eerste democratische parlementsverkiezingen sinds 1931. Het Volksfront had met enige andere groeperingen de ‘Onafhankelijkheidsalliantie’ opgericht, die 138 van de 201 zetels in de wacht sleepte.

## Aan de macht
Na de verkiezingen van maart 1990 werd Latvijas Tautas fronte regeringspartij. Op 4 mei van dat jaar nam de nieuwe Opperste Sovjet een wet aan waarin stond dat Letland streefde naar herstel van de onafhankelijkheid. Dainis Īvāns, de voorzitter van het Volksfront, werd plaatsvervangend voorzitter van het parlement en zijn vicevoorzitter Ivars Godmanis werd minister-president. Ook andere leden van het Volksfront kregen belangrijke posities in de regering. Anatolijs Gorbunovs behield de functie van parlementsvoorzitter die hij in 1989 had gekregen.
Tussen mei 1990 en augustus 1991 heerste in Letland een gespannen situatie. De regering van de Sovjet-Unie erkende de onafhankelijkheid niet en voortdurend hing Letland een militair ingrijpen boven het hoofd.

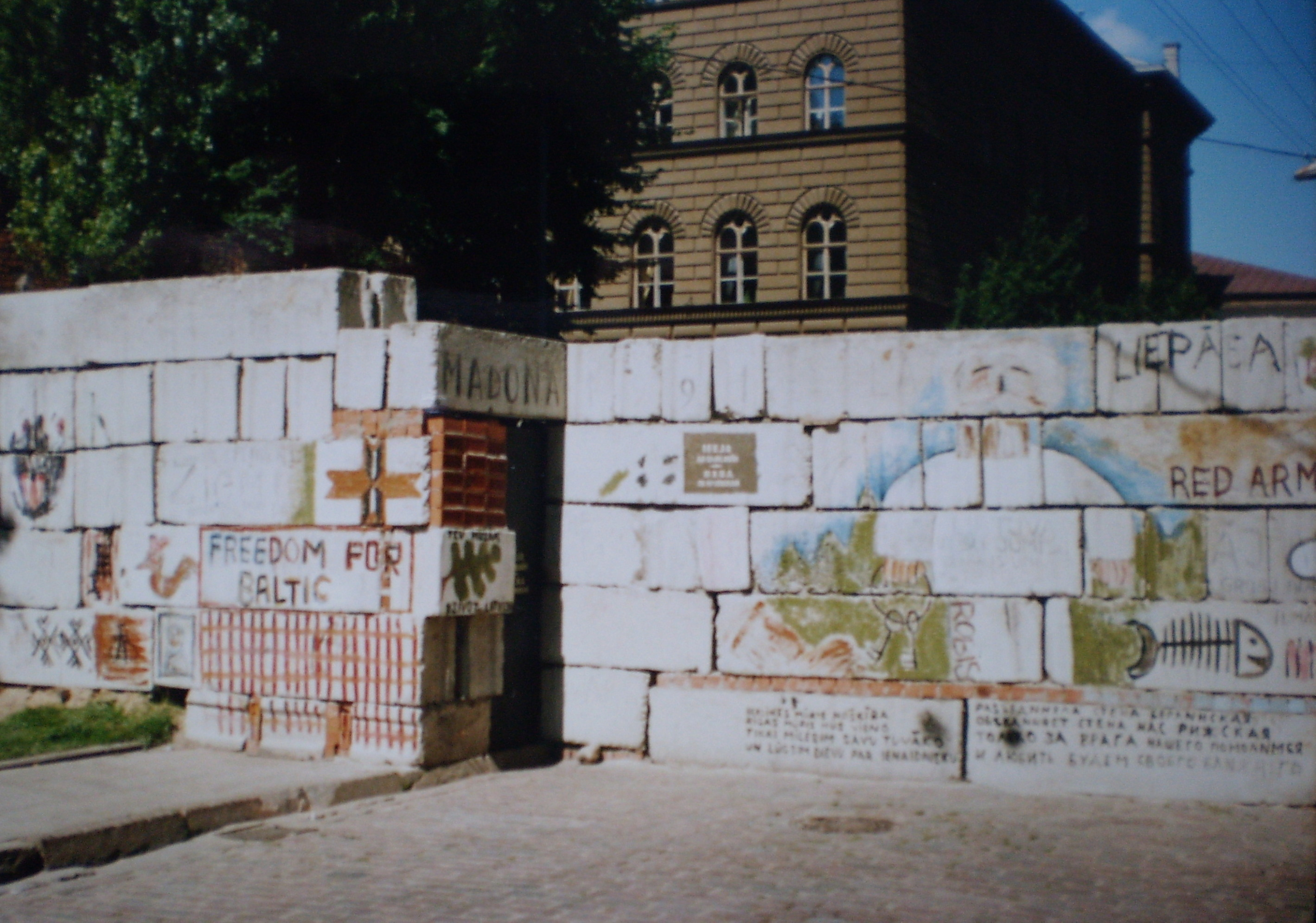
Barricade in Jēkaba iela (Jacobstraat), juli 1991

In januari 1991 probeerden eenheden van de paramilitaire OMON Letland te destabiliseren, te beginnen met korte bezettingen van een krant en een telefooncentrale. Demonstranten van Interfront trachtten met steun van de OMON een regeringsgebouw binnen te vallen. Het Volksfront reageerde door de bevolking op te roepen te patrouilleren en barricaden op te werpen. Op 13 januari demonstreerden in Riga 700.000 mensen (ruim een kwart van de bevolking) tegen het geweld van de OMON. Sovjethelikopters wierpen pamfletten uit boven de menigte met een waarschuwing dat de Sovjet-Unie de orde ging herstellen. De volgende dagen begon de OMON bruggen en openbare gebouwen aan te vallen. Op 16 januari viel de eerste dode. Interfront kondigde aan de macht te zullen overnemen. Op 20 januari viel de OMON het ministerie van binnenlandse zaken van Letland aan, waarbij nog eens vijf doden vielen. Op 22 januari viel een zevende dode bij schermutselingen rond de barricaden. Op die dag had Anatolijs Gorbunovs in Moskou een gesprek met Gorbatsjov. Daarna stopten de aanvallen van de OMON. Veel barricaden bleven nog lange tijd staan, de laatste werden pas in de herfst van 1992 ontmanteld.
Bij een volksstemming over onafhankelijkheid op 3 maart 1991, waaraan 87,5% van de stemgerechtigden deelnam, stemde 73,6% voor een ‘zelfstandige en democratische Letse republiek’. Gorbatsjov verklaarde dat deze onafhankelijkheidsverklaring onwettig was.
In augustus 1991 vond in Moskou een mislukte coup tegen Gorbatsjov plaats. Daarmee raakten de erkenning van de onafhankelijkheid van Letland en de beide andere Baltische landen in een stroomversnelling. Op 21 augustus verklaarde Letland nog eens uitdrukkelijk een soevereine staat te zijn (en wel sinds 1918). Steeds meer landen, voorop het Rusland van Boris Jeltsin, erkenden die onafhankelijkheid en gingen diplomatieke betrekkingen met de Baltische landen aan. Letland trad (met Estland en Litouwen) toe tot de Verenigde Naties.
In september verbood de Letse regering de Letse Communistische Partij en Interfront, die aan de kant van de coupplegers hadden gestaan.

## Belangrijke kwesties
Het politieke doel van het Volksfront was bereikt, maar nu moest de centraal geleide staatseconomie worden omgezet in een vrijemarkteconomie. Dat bleek een moeizame opgave te zijn. Tussen 1990 en 1993 daalde het bruto binnenlands product van Letland met de helft. De populariteit van premier Godmanis daalde scherp. Veel politici verlieten het Volksfront en richtten nieuwe partijen op om niet met de onpopulaire regering in verband te worden gebracht.
Een andere belangrijke zaak die moest worden geregeld, was het staatsburgerschap van Letland. Het parlement besloot op 15 oktober 1991 iedereen die vóór 1940 de Letse nationaliteit had en hun nakomelingen automatisch opnieuw de Letse nationaliteit toe te kennen (dat gold voor de meeste Letten, maar bijvoorbeeld ook voor 34% van de etnische Russen). Mensen die na 1940 waren gekomen en hun nakomelingen konden (en kunnen) Lets staatsburger worden na het behalen van een examen in de Letse taal en geschiedenis en het afleggen van een eed van trouw aan hun nieuwe vaderland. Deze regeling heeft sindsdien weleens tot wrijvingen geleid met Russen die altijd geweigerd hadden om Lets te leren, maar inmiddels heeft de meerderheid van de etnische Russen het Letse staatsburgerschap.

## Einde van het Volksfront

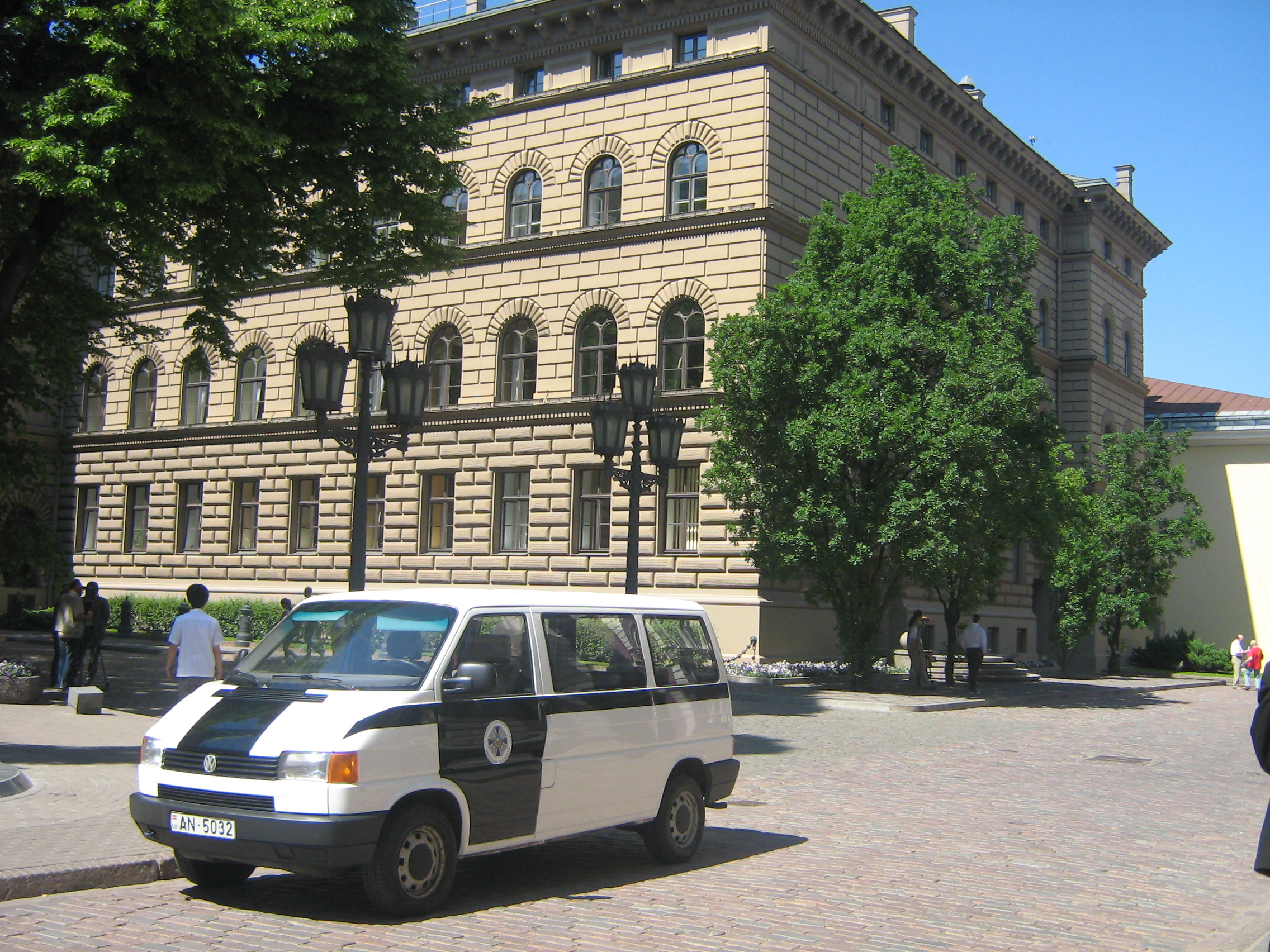
Het parlementsgebouw in Riga

In juni 1993 hield Letland de eerste parlementsverkiezingen sinds het herstel van de onafhankelijkheid. Het parlement heette nu weer Saeima, net als het vooroorlogse parlement. De populariteit van het Volksfront was zozeer gedaald dat het nu maar 2,62% van de stemmen en geen enkele zetel meer haalde. De restanten vormden een nieuwe partij, de Jaunā Kristīgā partija (Nieuwe Christelijke Partij), maar die sloeg niet aan. De partij ging later op in een andere christendemocratische partij, Kristīgi demokratiskā savienība (Christendemocratische Unie).